# Todd Strasser
Tom B. Stone (nume real Todd Strasser) este un autor de cărți pentru copii. Numele lui este derivat de la tombstone (piatră de mormânt).
Între  1994 și 1999 a scris o serie de nuvele pentru copii, serie denumită Graveyard School.

## Legături externe
- Site web oficial